# Helota scintillans
Helota scintillans is een keversoort uit de familie Helotidae. De wetenschappelijke naam van de soort is voor het eerst geldig gepubliceerd in 1884 door Olliff.